# Chris Butler (acteur)
Pour les articles homonymes, voir Chris Butler et Butler.
Chris Butler est un acteur américain.

## Filmographie

### Cinéma
- 2003 : En sursis : Officer #2 (non crédité)
- 2006 : Rescue Dawn : Rigger
- 2006 : The Little Death (en) : Sam
- 2009 : Stephanie's Image : Richard
- 2017 : 30 Nights
- 2017 : Burning Dog : Denon

### Courts-métrages
- 2010 : The Haymaker

### Télévision

#### Séries télévisées
- 2000 : Urgences : Cop
- 2000-2001 : Un toit pour trois : Pompier / Pompier, Chuck's friend
- 2001 : Amour, gloire et beauté : Eddie
- 2002 : Charmed : Male Law Clerk
- 2002 : One on One : Luke
- 2002 : Roswell : Scientist #1
- 2005 : FBI - Portés disparus : Dr. Pouls
- 2005 : Numb3rs : Cliff Howard
- 2005 : The Closer: L.A.: Enquêtes prioritaires : Jesse
- 2005-2011 : Esprits criminels : Professeur Hollis Walker Jr. / Deputy Harris
- 2006 : Close to Home : Juste Cause : Détective Harry Davies
- 2006 : Dossier Smith : Wilson
- 2006 : Threshold - Premier contact : Cop
- 2007 : Avatar, le dernier maître de l'air : Fat
- 2008 : Boston Justice : Officer Kent Stone
- 2008 : Cold Case: Affaires classées : Roderick Poole
- 2009-2016 : The Good Wife : Matan Brody
- 2010 : 24 heures chrono : CTU Interrogation Specialist
- 2010 : Rizzoli & Isles: Autopsie d'un meurtre : Détective Darren Crowe
- 2011 : La loi selon Harry : Ralph Emerson
- 2011 : Torchwood : The Cousin
- 2011-2012 : True Blood : Emory Broome
- 2012 : Bones : Thomas Casey
- 2012 : Hollywood Heights : Robert Chase
- 2012 : NCIS: Los Angeles : Navy Lieutenant Commander Dean Westerman
- 2012 : New York, unité spéciale (saison 13, épisode 13) : Sergent Mullen
- 2012 : Private Practice : Chris
- 2012 : iCarly : Agent Farrow
- 2012-2015 : Major Crimes : D.D.A. Meeks
- 2013 : Castle : Bob Foster
- 2013 : King & Maxwell : FBI Agent Darius Carter
- 2013 : Shameless : Cassius
- 2015 : Justified : Détective
- 2015 : True Detective : Lacey's Attorney
- 2016 : Modern Family : Chip
- 2016 : Scandal : TV Producer
- 2016 : The Grinder : Davenport
- 2017 : Designated Survivor : Dax Minter
- 2017 : Longmire : Quinn Bishop
- 2017 : The Gifted : Dr. Watkins

#### Téléfilms
- 2011 : Hound Dogs : Dewitt
- 2014 : Lifesaver : Campbell Carter